# Gereformeerde Kerken Nederland
De Gereformeerde Kerken Nederland was een kerkverband dat op 26 november 2009 werd opgericht door enkele kerken en predikanten van de Gereformeerde kerken (vrijgemaakt) (GKV) en De Gereformeerde Kerken in Nederland (hersteld) (later De Gereformeerde Kerken in Nederland, afgekort als DGK), een eerdere afsplitsing van de Gereformeerde kerken (vrijgemaakt). Mei 2024 telde het kerkgenootschap twaalf gemeenten, zes wijkgemeenten en negen predikanten. Er was een zusterkerkrelatie met de Selbständige Evangelisch-Reformierte Kirche Deutschland (SERK). Op 5 oktober  2024 is het kerkverband gefuseerd met De Gereformeerde Kerken in Nederland (DGK) tot Gereformeerde Kerken.

## Geschiedenis
De Gereformeerde Kerken Nederland zijn ontstaan uit de Gereformeerde kerken (vrijgemaakt) en de Gereformeerde Kerken in Nederland (hersteld). In de jaren negentig van de 20e eeuw ontstond verontrusting binnen de Gereformeerde kerken (vrijgemaakt). Deze had onder meer betrekking op de procedure rond de toelating van nieuwe liederen, de prediking van de zondagsheiliging, de procedure rondom echtscheiding en de visie op de kerk zoals die bleek uit de contacten met andere kerkgenootschappen. In 2003 splitste een groep verontruste leden zich af en vormde De Gereformeerde Kerken in Nederland (hersteld). Na enige tijd ontstond binnen de afgescheiden kerk opnieuw verdeeldheid en scheidden zich twee kerken af van het pas gevormde kerkverband (Hardenberg en Zwijndrecht).
Een deel van de verontrusten was in 2003 binnen de Gereformeerde Kerken (vrijgemaakt) gebleven, maar als gevolg van verschillende lokale conflicten, waarvan dat in Kampen-Noord de meeste publiciteit kreeg, ontstonden alsnog enkele zelfstandige gemeenten.
In november 2009 vormde de gemeente van Kampen-Noord samen met de herstelde gemeenten Hardenberg en Zwijndrecht een kerkverband. In 2010 traden gemeenten in Zwolle en Veenendaal (Ede vanaf 2016) toe. In 2011 traden gemeenten in Assen/Kornhorn, Dalfsen en Goes, die zich van de vrijgemaakte kerk hadden afgescheiden, toe. Vanaf 2014 werden er ook bijeenkomsten gehouden in Borne (Enschede vanaf 2019), vanaf 2016 in Gorssel (tot 2019) en Amersfoort, vanaf 2017 in Harderwijk en vanaf 2019 in Apeldoorn, Zuidhorn, Den Bosch en Den Helder. In 2022 trad een gemeente in Groningen toe. Vanaf 2023 werden ook bijeenkomsten gehouden in Leeuwarden. In 2024 splitste de gemeente Assen/Kornhorn zich op in 2 zelfstandige gemeenten.
In 2020 werden 2 classes ingesteld: Noord en Zuid.
In 2022 werd het kerkverband toegelaten als lid van de International Conference of Reformed Churches (ICRC).
Al enkele jaren waren er op basis van inhoudelijke overeenkomsten toenemende contacten met De Gereformeerde Kerken in Nederland (hersteld) om in 2024 te komen tot één kerkverband. Op 5 oktober 2024 is deze fusie bewaarheid geworden.

## Classes
Organisatorisch was het kerkverband ingedeeld in 2 classes.
Classis Noord werd gevormd door de volgende kerken:
- Gereformeerde Kerk Assen
- Gereformeerde Kerk Kornhorn, met ook een wijkgemeente in Leeuwarden
- Gereformeerde Kerk Dalfsen
- Gereformeerde Kerk Zuidoost Groningen
- Gereformeerde Kerk Hardenberg e.o.
- Gereformeerde Kerk Kampen (Ichthus)
- Gereformeerde Kerk Zuidhorn e.o.

Classis Zuid werd gevormd door de volgende kerken:
- Gereformeerde Kerk Ede e.o., met ook wijkgemeenten in Amersfoort en ‘s-Hertogenbosch
- Gereformeerde Kerk Enschede e.o.
- Gereformeerde Kerk Harderwijk e.o.
- Gereformeerde Kerk Zwijndrecht e.o., met ook een wijkgemeente in Goes (Vliedberggemeente)
- Gereformeerde Kerk Zwolle e.o., met ook wijkgemeenten in Apeldoorn en Den Helder

## Naam
Het kerkverband noemde zich officieel Gereformeerde Kerken Nederland. Ze moet niet verward worden met de vroegere Gereformeerde Kerken in Nederland die zijn opgegaan in de Protestantse Kerk in Nederland, en ook niet met de Nederlands Gereformeerde Kerken, een eerdere afsplitsing van de Gereformeerde Kerken (vrijgemaakt).

## Opvattingen
Hoewel de directe aanleiding tot verschillende scheuringen persoonlijke conflicten waren, was er voornamelijk sprake van inhoudelijke verschillen met de Gereformeerde Kerken (vrijgemaakt). Het nieuwe kerkverband was over het algemeen behoudender en minder tolerant tegenover opvattingen die van de traditionele vrijgemaakte kerkleer afwijken.

## Schematisch overzicht

Historisch overzicht gereformeerde kerken en gemeenten